# Hidroelectricidad en Chile
La hidroelectricidad siempre ha sido un recurso importante en la red eléctrica de Chile. Históricamente, la energía hidroeléctrica hacia 2017 representa alrededor del 50% de la generación total de electricidad del país. En particular, la hidrología es uno de los factores de las variaciones estacionales en los precios de la electricidad de una de las principales redes eléctricas del país, el Sistema Interconectado Central, con sequías estacionales que provocan aumentos en los precios de la electricidad.
Hacia 2017 existen 118 centrales hidroeléctricas en todo el país que suman casi 6460 MW de capacidad instalada, de las cuales 10 centrales son de presa (el resto son de pasada); en 2019 dicha cifra se elevaba a 6679 MW. La mayoría de estas (65% a septiembre de 2015) se clasifican como energías renovables no convencionales y se consideran “minicentrales hidroeléctricas”, ya que tienen menos de 20 MW de capacidad instalada.

## Historia
El 15 de junio de 1897 fue inaugurada la central hidroeléctrica de Chivilingo, la primera central hidroeléctrica de Chile y la segunda en Sudamérica. Posteriormente, el 26 de diciembre de 1909 fue inaugurada la central hidroeléctrica La Florida, la primera de su tipo ubicada en Santiago. En 1920 la Compañía Nacional de Fuerza Eléctrica inició la construcción de la planta hidroeléctrica Los Maitenes, entrando en funcionamiento el 16 de mayo de 1923. Entre 1926 y 1928 fue construida la central Queltehues, inaugurada el 20 de marzo del último año.
El desarrollo de las centrales hidroeléctricas por parte de la Empresa Nacional de Electricidad (Endesa) durante el siglo XX incluyó la construcción a partir de las centrales Pilmaiquén (1944), Abanico (1948), Cipreses (1955), Sauzalito (1959), Pullinque (1962), Isla (1963-1964), Chapiquiña (1967), Rapel (1968-1970), El Toro (1973-1974) y Antuco (1981). Por su parte, Chilectra construyó las centrales hidroeléctricas en El Volcán (1944) y Laguna Verde (1949).
En 1985 las filiales de Pilmaiquén y Pullinque fueron privatizadas, siendo vendida la primera al año siguiente; también en 1985 se inició el funcionamiento de las centrales del complejo Colbún-Machicura, con una potencia instalada de 490 000 MW.

## Centrales hidroeléctricas
De acuerdo a la información suministrada por el reporte de la Comisión Nacional de Energía existen en Chile las siguientes centrales hidroeléctricas:
| Nombre          | Ubicación         | Región             | Compañía                                  | Puesta en servicio | Capacidad instalada (MW) |
| --------------- | ----------------- | ------------------ | ----------------------------------------- | ------------------ | ------------------------ |
| Abanico         | Antuco            | Biobío             | Enel Generación Chile                     | 1948               | 92,7                     |
| Alfalfal        | San José de Maipo | Metropolitana      | AES Andes                                 | 1991               | 177,6                    |
| Ancoa           | Colbún            | Maule              | GPE S.A.                                  | 2018               | 24,1                     |
| Angostura       | Santa Bárbara     | Biobío             | Colbún S.A.                               | 2014               | 321,0                    |
| Antuco          | Tucapel           | Biobío             | Enel Generación Chile                     | 1981               | 319,2                    |
| Blanco          | Los Andes         | Valparaíso         | Colbún S.A.                               | 1993               | 52,9                     |
| Canutillar      | Cochamó           | Los Lagos          | Colbún S.A.                               | 1990               | 171,6                    |
| Capullo         | Puyehue           | Los Lagos          | Capullo                                   | 1995               | 11,8                     |
| Carena          | Curacaví          | Metropolitana      | Colbún S.A.                               | 1937               | 10,0                     |
| Carilafquén     | Melipeuco         | Araucanía          | LAP Latin America Power                   | 2016               | 19,2                     |
| Chacabuquito    | Los Andes         | Valparaíso         | Colbún S.A.                               | 2002               | 25,6                     |
| Chacayes        | Machalí           | O'Higgins          | Pacific Hydro                             | 2011               | 111,7                    |
| Chapiquiña      | Putre             | Arica y Parinacota | Engie                                     | 1967               | 10,8                     |
| Chivilingo      | Lota              | Biobío             | Monumento histórico                       | 1897               | 0,0                      |
| Chiburgo        | Colbún            | Maule              | Colbún S.A.                               | 2007               | 19,2                     |
| Cipreses        | San Clemente      | Maule              | Enel Generación Chile                     | 1955               | 105,8                    |
| Colbún          | Colbún            | Maule              | Colbún S.A.                               | 1985               | 460,8                    |
| Convento Viejo  | Chimbarongo       | O'Higgins          | Embalse Convento Viejo S.A.               | 2019               | 15,7                     |
| Coya            | Machalí           | O'Higgins          | Pacific Hydro                             | 1911               | 12,0                     |
| Cumbres         | Río Bueno         | Los Ríos           | Cumbres S.A.                              | 2019               | 17,9                     |
| Curillinque     | San Clemente      | Maule              | Pehuenche (Enel)                          | 1993               | 91,8                     |
| Digua           | Parral            | Maule              | Eléctrica Digua SpA                       | 2021               | 23,8                     |
| El Paso         | San Fernando      | O'Higgins          | El Paso                                   | 2016               | 59,6                     |
| El Toro         | Antuco            | Biobío             | Enel Generación Chile                     | 1973               | 448,7                    |
| La Florida      | La Florida        | Metropolitana      | Puntilla                                  | 1909               | 19,1                     |
| Guayacán        | San José de Maipo | Metropolitana      | Energía Coyanco                           | 2011               | 11,8                     |
| Hornitos        | Los Andes         | Valparaíso         | Colbún S.A.                               | 2008               | 60,8                     |
| Isla            | San Clemente      | Maule              | Enel Generación Chile                     | 1963               | 69,9                     |
| Itata           | Yungay            | Ñuble              | Puntilla                                  | 2016               | 19,4                     |
| Juncal          | Los Andes         | Valparaíso         | Colbún S.A.                               | 1994               | 29,1                     |
| La Confluencia  | San Fernando      | O'Higgins          | Pacific Hydro                             | 2011               | 162,8                    |
| La Higuera      | San Fernando      | O'Higgins          | Pacific Hydro                             | 2011               | 154,6                    |
| La Mina         | San Clemente      | Maule              | Colbún S.A.                               | 2017               | 36,7                     |
| Lago Atravesado | Coyhaique         | Aysén              | Edelaysen                                 | 2003               | 11,0                     |
| Laja 1          | Laja              | Biobío             | Eólica Monte Redondo                      | 2015               | 34,1                     |
| Licán           | Río Bueno         | Los Ríos           | Empresa Eléctrica Licán                   | 2011               | 18,0                     |
| Lircay          | San Clemente      | Maule              | Hidromaule                                | 2009               | 19,0                     |
| Loma Alta       | San Clemente      | Maule              | Pehuenche (Enel)                          | 1997               | 39,9                     |
| Los Hierros     | Colbún            | Maule              | Empresa Eléctrica Aguas del Melado        | 2010               | 25,0                     |
| Los Molles      | Monte Patria      | Coquimbo           | Enel Generación Chile                     | 1952               | 18,0                     |
| Los Quilos      | San Esteban       | Valparaíso         | Colbún S.A.                               | 1943               | 39,8                     |
| Machicura       | Colbún            | Maule              | Colbún S.A.                               | 1985               | 94,8                     |
| Maitenes        | San José de Maipo | Metropolitana      | AES Andes                                 | 1923               | 26,9                     |
| Mampil          | Santa Bárbara     | Biobío             | Duqueco                                   | 2000               | 54,9                     |
| Mocho           | Río Bueno         | Los Ríos           | Hidromocho S.A.                           | 2021               | 14,8                     |
| Palmucho        | Alto Biobío       | Biobío             | Enel Generación Chile                     | 2007               | 32,0                     |
| Pangal          | Machalí           | O'Higgins          | Pacific Hydro                             | 1921               | 36,9                     |
| Pangue          | Alto Biobío       | Biobío             | Enel Generación Chile                     | 1996               | 465,8                    |
| Pehuenche       | Colbún            | Maule              | Pehuenche (Enel)                          | 1991               | 568,3                    |
| Peuchén         | Santa Bárbara     | Biobío             | Duqueco                                   | 2000               | 84,9                     |
| Pilmaiquén      | Río Bueno         | Los Ríos           | Empresa Eléctrica Panguipulli S.A. (Enel) | 1944               | 40,7                     |
| Providencia     | San Clemente      | Maule              | Hidromaule                                | 2013               | 14,1                     |
| Pullinque       | Panguipulli       | Los Ríos           | Empresa Eléctrica Panguipulli S.A. (Enel) | 1962               | 51,2                     |
| Puntilla        | Pirque            | Metropolitana      | Puntilla                                  | 1927               | 21,7                     |
| Queltehues      | San José de Maipo | Metropolitana      | AES Andes                                 | 1928               | 48,9                     |
| Quilleco        | Quilleco          | Biobío             | Colbún S.A.                               | 2007               | 70,7                     |
| Ralco           | Alto Biobío       | Biobío             | Enel Generación Chile                     | 2004               | 689,0                    |
| Rapel           | Litueche          | O'Higgins          | Enel Generación Chile                     | 1968               | 376,6                    |
| Río Colorado    | San Clemente      | Maule              | Río Colorado                              | 2017               | 16,5                     |
| Río Picoiquén   | Angol             | Araucanía          | Hidroangol                                | 2015               | 19,3                     |
| Rucatayo        | Puyehue           | Los Lagos          | Rucatayo                                  | 2012               | 59,3                     |
| Rucúe           | Quilleco          | Biobío             | Colbún S.A.                               | 1998               | 178,1                    |
| San Andrés      | San Fernando      | O'Higgins          | Hidroeléctrica San Andrés                 | 2014               | 40,1                     |
| San Ignacio     | Yerbas Buenas     | Maule              | Colbún S.A.                               | 1996               | 36,9                     |
| Sauzal          | Machalí           | O'Higgins          | Enel Generación Chile                     | 1948               | 76,5                     |
| Sauzalito       | Machalí           | O'Higgins          | Enel Generación Chile                     | 1959               | 11,9                     |
| Volcán          | San José de Maipo | Metropolitana      | AES Andes                                 | 1944               | 13,0                     |